# Хамбл, Джим
Джим Хамбл (Jim Humble, декабрь 1933, город Мобил, штат Алабама) — американский предприниматель, религиозный деятель, оккультный целитель и автор. Известен прежде всего как архиепископ религиозной группировки Дженезис II и новатор снадобья MMS (Miracle Mineral Supplement). Сейчас Хамбл, вероятно, живёт вблизи Гвадалахары, второго по величине города Мексики.

## Личные заявления Хамбла
В 1950-х Хамбл якобы был менеджером био-магазина в Лос-Анджелесе. Затем — по его словам — он двадцать лет работал в космической индустрии. Хамбл говорит, что сорок лет был золотоискателем, что написал более 30 книг и разработал более 200 успешных продуктов, например, алхимический метод понижения атомной радиации до нуля. Он также разрабатывает такие оккультные методы лечения как тач-хилинг: исцеление прикосновением.

## Мировоззрение
Хамбл называет себя богом из галактики Андромеды и рассказывает об инопланетянах, которые имплантировали ему тайное знание.
Хамбл считает, что пять внеземных цивилизаций сделали Землю тюрьмой. Космические станции принадлежат им, чтобы все контролировать. После смерти узников с помощью имплантата возвращают на Землю и держат там в болезнях. Он также разрабатывает такие оккультные методы лечения как тач-хилинг: исцеление прикосновением.

## Новатор MMS
Хамбл считается новатором снадобья MMS (Miracle Mineral Supplement или Solution), которое — по его словам — исцеляет почти от всех заболеваний. Хамбл рассказывает, как в 1996 году он искал золото в джунглях Гайаны, где исцелил с помощью водоочистительных капель (на основе хлорит натрия) нескольких мужчин от малярии. Затем он вернулся в США, где продолжал экспериментировать с диоксидом хлора, названный им позже ММS. Для Хамбла MMS является величайшей находкой, которая должна освободить богочеловека из планеты-тюрьмы, чтобы он учредил эпоху мира.
MMS — это токсичный химикат диоксид хлора, который используется в основном для отбеливания, к примеру, целлюлозы или бумаги. В России аэрозоль диоксида хлора используется для дезинфекции в медицине. Во многих странах MMS признали опасным для здоровья и запретили.

## Группировка Дженезис II
На протяжении двадцати пяти лет Хамбл был активным членом саентологии. В 2010 году он основал религиозную группировку Genesis II, Church of Health & Healing (Второе творение: церковь здоровья и исцеления), где известен как архиепископ James V. Humble. Позже он отдал главное управление Марку Гренону, которого в 2020 году арестовали в Колумбии в связи с продажей MMS, центральным продуктом группировки. В США аресты связанные с MMS были и раньше. По словам руководителей, в 2016 году Дженезис насчитывала 286 поместных церквей, 2328 членов; из них 1640 министров здоровья и 90 епископов.
Члены группировки Дженезис получают от Хамбла право ставить перед именем «Rev», в значение Преподобный (англ. The Reverend). Пройдя курсы MMS, можно приобрести титул Minister of Health (министр здоровья), сокращение МH после имени. Особенные министры здоровья могут стать епископами Дженезис. Некоторые могут приобрести также MMS-удостоверение: Certificate of Reverend Doktor. Все эти степени и звания не соответствуют официальным стандартам.

## В Германии
Интернет-портал Spirit of Health (Дух здоровья) и одноимённый журнал для немецкоязычного рынка MMS обслуживаются издательством Humble Verlag в Рурмонде (Нидерланды). Издательство многократно организовывало конференцию Spirit of Health, на которой Хамбл рекламировал MMS как чудотворное снадобье.
Наиболее важные представители MMS в Германии — это Андреас Людвиг Калькер, бывший директор издательства Humble Verlag и автор Лео Кёхоф (скончался в 2019), а также Бернд Кляйн (псевдоним Леонард Колдуэлл). Согласно исследованиям Вещания Берлин-Бранденбург, Калькер в рамках платной консультации рекомендовал (подставному) пациенту с раком кишечника не спешить с операцией, но лечить болезнь с помощью MMS.